# Letis atricolor
Letis atricolor là một loài bướm đêm trong họ Erebidae.